# Malthinus mesopotamicus
Malthinus mesopotamicus es una especie de coleóptero de la familia Cantharidae.

## Distribución geográfica
Habita en Turquía.